# Arona (pagasts)
Pour les articles homonymes, voir Arona.
Arona est un pagasts de Lettonie. Le centre de la paroisse est situé à Kusa. Jusqu'en 2009, cette unité territoriale appartenait au district de Madona.

## Localités
Les plus grandes localités sont Kusa (centre administratif), Lautere, Zelgauska, Līdēre, Lode.